# Сенталь
Сенталь (пол. Sętal, нім. Süssenthal) — село в Польщі, у гміні Дивіти Ольштинського повіту Вармінсько-Мазурського воєводства.
Населення — 358 осіб (2011).

## Демографія
Демографічна структура станом на 31 березня 2011 року:
|          | Загалом | Допрацездатний вік | Працездатний вік | Постпрацездатний вік |
| -------- | ------- | ------------------ | ---------------- | -------------------- |
| Чоловіки | 188     | 46                 | 130              | 12                   |
| Жінки    | 170     | 39                 | 108              | 23                   |
| Разом    | 358     | 85                 | 238              | 35                   |